# انری کوپانکس
انری کوپانکس (انگلیسی: Henri Copponex; ۲۵ سپتامبر ۱۹۰۷ – ۹ ژوئن ۱۹۷۰) دانشمند در زمینه Naval architect, Regatta، رم، و Société Nautique de Genève و از برندگان مدال‌های بازی‌های المپیک تابستانی  اهل سوئیس بود.